# Vernoux-en-Vivarais
Vernoux-en-Vivarais är en kommun i departementet Ardèche i regionen Auvergne-Rhône-Alpes i sydöstra Frankrike. Kommunen ligger  i kantonen Vernoux-en-Vivarais som ligger i arrondissementet Tournon-sur-Rhône. År 2022 hade Vernoux-en-Vivarais 1 985 invånare.

## Befolkningsutveckling
Antalet invånare i kommunen Vernoux-en-Vivarais
Referens: INSEE

## Galleri

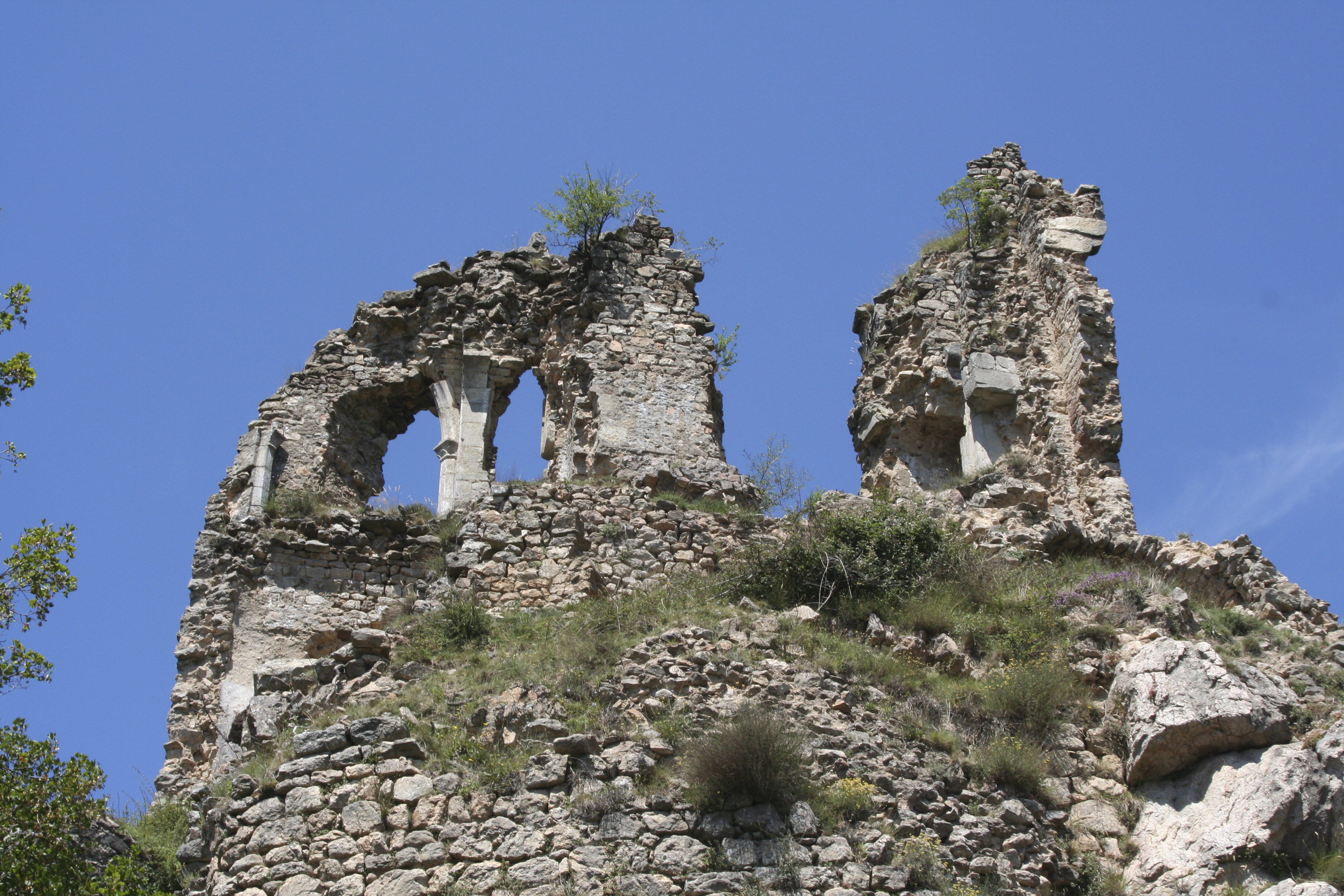
Château de la Tourette
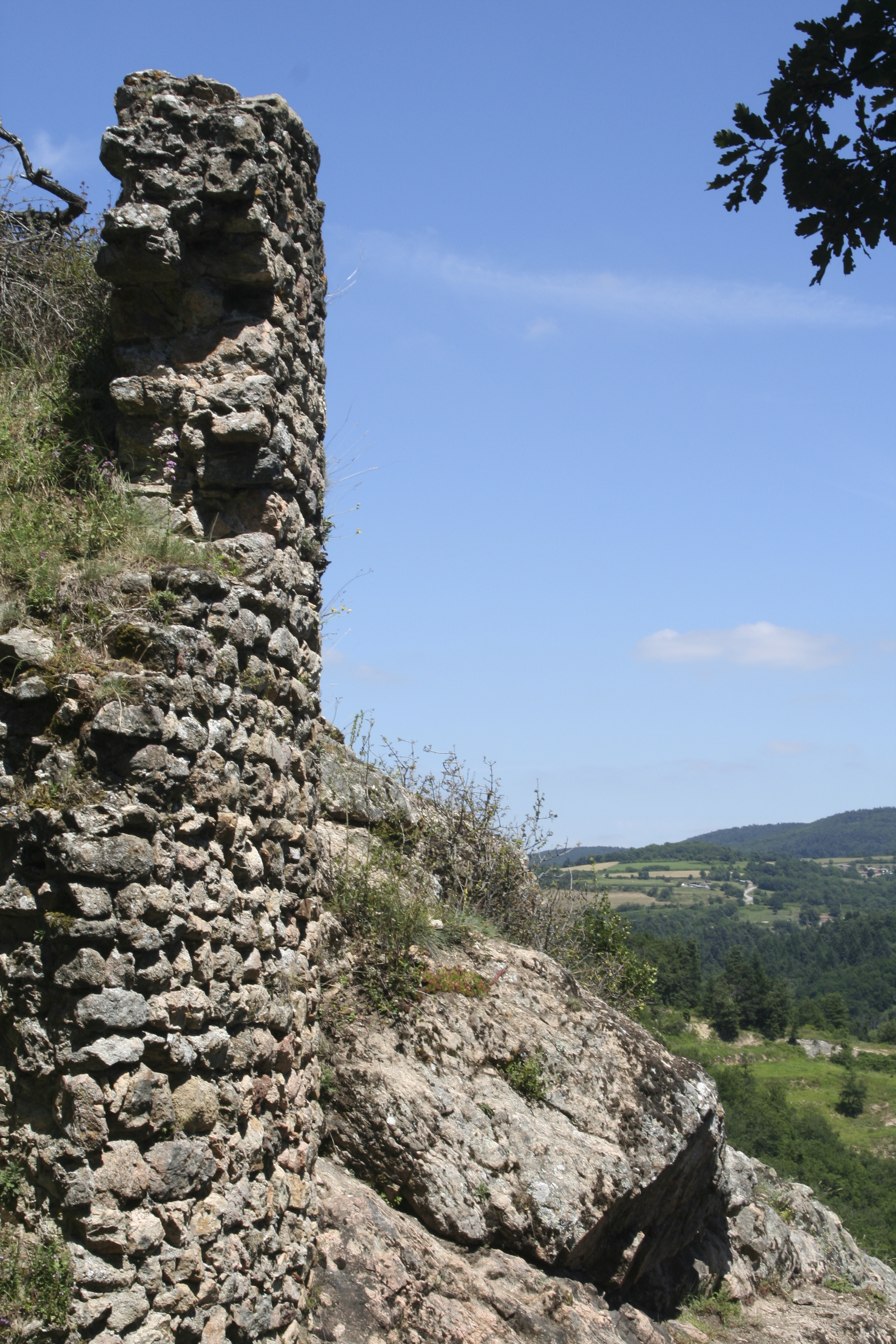
Château de la Tourette
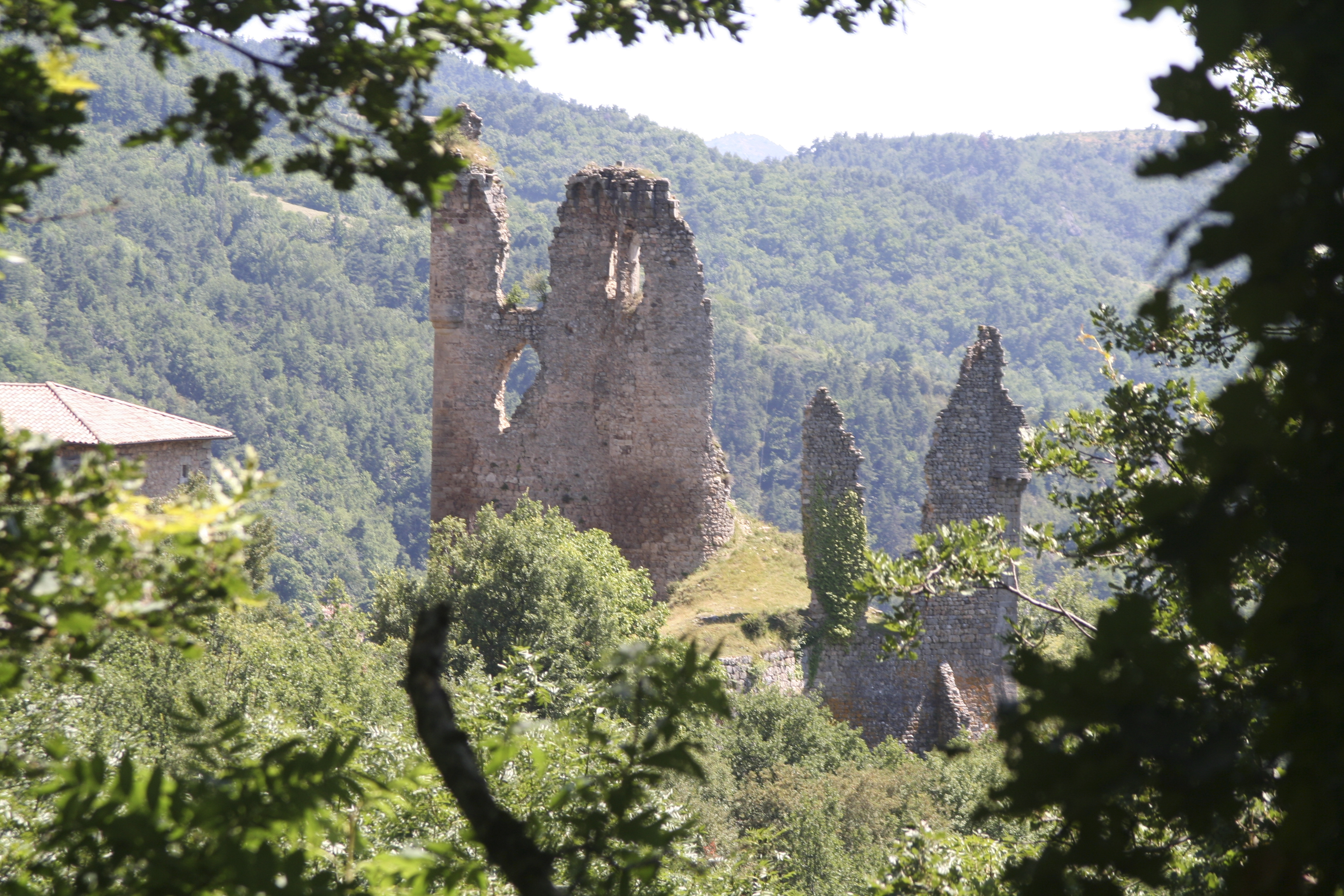
Château de la Tourette
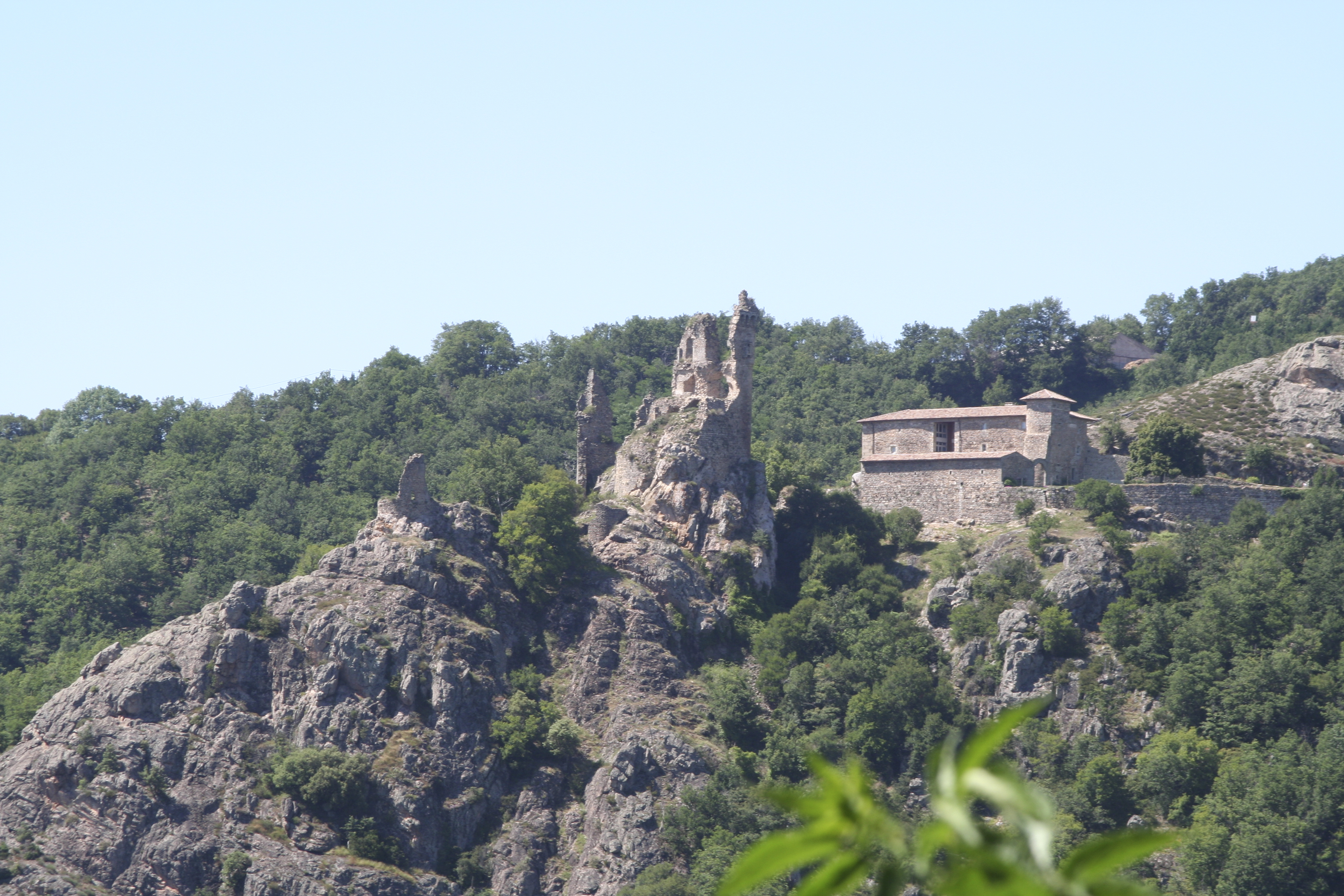
Château de la Tourette
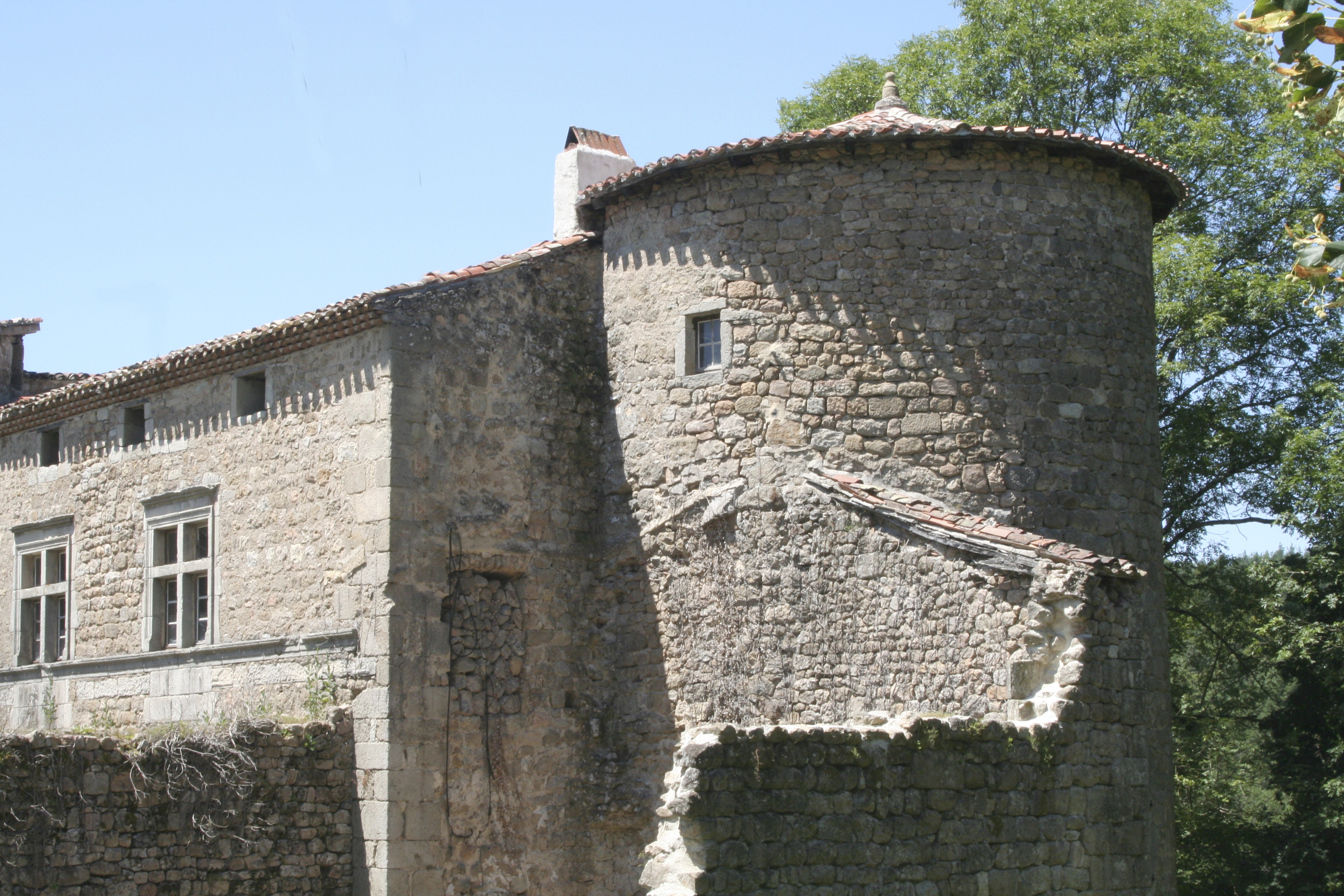
Château de Vaussèche
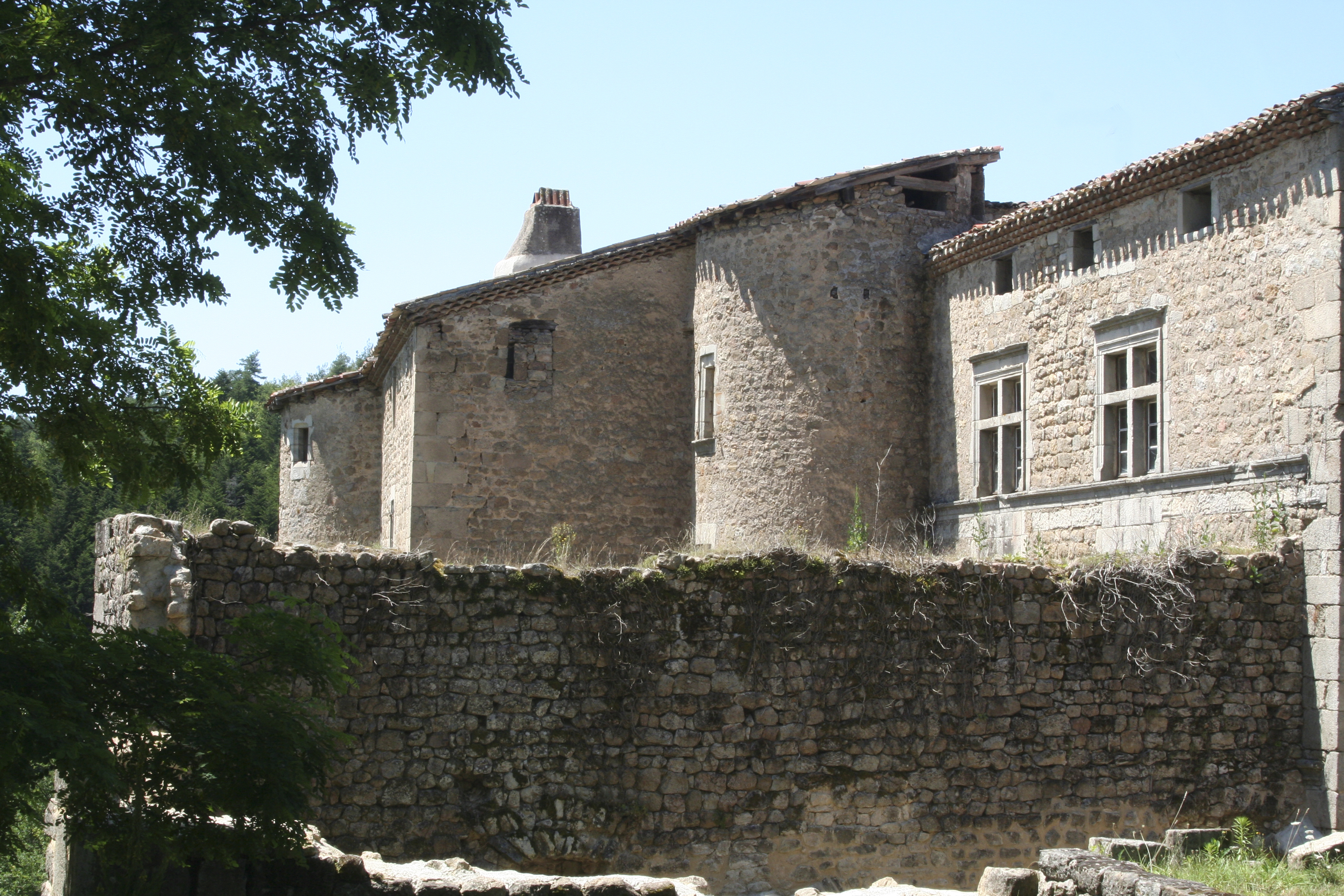
Château de Vaussèche